# IC 4364
IC 4364 је спирална галаксија у сазвјежђу Дјевица која се налази на листи објеката дубоког неба у Индекс каталогу.
Деклинација објекта је - 9° 59' 34" а ректасцензија 14h 4m 19,8s. Привидна величина (магнитуда) објекта IC 4364 износи 14,7 а фотографска магнитуда 15,5. IC 4364 је још познат и под ознакама MCG -2-36-9, PGC 50149.